# Пољски језик
Пољски језик (пољ. język polski или polszczyzna) заједно са језицима: чешким, словачким, померанским (за чији се дијалект кашупски често мисли да је дијалект пољског језика), доњолужичкосрпским, горњолужичкосрпским и са изумрлим полапским језиком спада у групу западнословенских језика, који су део индоевропских језика.
Пољски је матерњи језик око 50 милиона људи на свету, од тога углавном људима у Пољској и међу Пољацима који живе ван граница Пољске.

## Историја
За историју пољског књижевног језика погледајте чланак Историја пољског књижевног језика.

### Запис о историји фонетике
Пољски језик је настао од праиндоевропског језика.
У најважније ране измене спада индоевропска палатализација.
Некадашње мекано k, kh, g, gh је у „сатем“ језицима као што је прабалтичкословенски, прешло у s и z, док је у „кентум“ језицима, као што су латински и германски језици прешло у w, k i g.
У прасловенском језику сви затворени слогови су прешли у отворене.
То је имало за последицу настајање нових носних самогласника и настајање разлика у дужини самогласника. Такође се уобличила опозиција меких и тврдих сугласника 
У пољском језику слоготворно r и l је прешло у самогласнике + r или у одговарајуће l.
Такође је наступио нестанак хомонима, a многи меки самогласници су прешли у тврде, нпр мекано r је прешло у ż (пише се rz). Много меких сугласника губи мекоћу у изговору
(нпр меко w на крају у називима типа Wrocław, у зависним случајевима и даље остаје меко- we Wrocławiu).

### Утицај страних језика
Савремени пољски језик је настао од дијалеката који се користе у Великопољској (Wielkopolska) и Малопољској (Małopolska) у мањем степену у Мазовшу (Mazowsze) и у другим регионима.
На пољски језик су имали утицај и други језици. Најважнији међу њима су били:
- немачки
- чешки
- латински
- италијански
- француски
- руски
- енглески

Такође украјински језик у граничном појасу.
Тренутно може да се примети велики утицај енглеског језика на пољски језик.

## Дијалекти
у пољском језику се издвајају:
- књижевни језик (културан дијалекат)
- народни дијалекти
- градски говори (нпр. лвовски говор, познањски говор, варшавски говор)
- говор одређене средине (нпр. затворски говор (као код нас шатровачки или арго))

Основни дијалекти пољског језика су:
- Шлески (śląski) дијалекат
- Великопољски дијалекат
- Малопољски дијалекат
- Мазовиецки (mazowiecki) дијалект

Поред ових основних дијалеката постоје и мешани дијалекти, посебно на простору који је био под влашћу Немаца.

## Фонетика

### Носни самогласници
У пољском језику се јављају носни самогласници који су се очували још из прасловенског језика. Носни самогласници су нестали из већине словенских језика.
Нпр у чешком они су прешли у /u/.
Носни самогласници су ą oraz ę.
У пољском језику је такође почео процес губљења тих сугласника. 
Самогласници који су одувек били носни, у многим случајевима прелазе у неносне нпр:
| Појава               | Пример  | Пример      |
| Појава               | Пише се | Изговара се |
| -------------------- | ------- | ----------- |
| Изговор назалног е ę | się     | сћe         |
| Изговор назалног е ę | kobietę | кобиете     |
| Изговор назалног е ę | widzę   | видзе       |

Али носни самогласници се не губе увек, понекад се стварају тамо где пре нису постојали, најчешће испред S, нпр писање nonsens и савремен изговор nąsęs.

### Грађење слогова, дужина самогласника и мекоћа
У савременом пољском језику постоји само једна дужина самогласника.
То не значи да се они некад не изговарају краће или дуже, већ да то нема утицај на значење речи. Историјски пољски је био језик са доминантним слоговима CV (завршавају се самогласницима, као у мађарском и јапанском), и постојало је 3 дужина самогласника: кратки, нормални и дуги. 
Постојала су два кратка самогласника (јер (слово))- меко и тврдо. Ови самогласници су нестали. Кратки самогласници су при продужавању прелазили у меко или у тврдо e. Код нестајања меког самогласника последњи самогласник је преузимао мекоћу.
Тако нпр.: "D (кратки мекан самогласник) N (кратки мекан самогласник)" је прелазило у "D (нормално E) (меко N)" (dzień), док је "D (кратки мекан самогласник) N (мекано A)" прелазило у "D N (мекано A)" (dnia).
Дуги самогласници су прешли у одговарајуће кратке, при чему је дошло до повишења изговора. Повишено a, e и o, који су неко време имали посебне звуке, су прешли у a, e и у u. Ово задње се и даље у писању означава са ó. Одређено време су се и повишено a и e означавали посебним знацима. Наравно високи самогласници i као и u нису могли да се повише.

### Акценат
Акценат у пољском језику има мешани карактер. Следећа три елемента стварају акценат у изразу:
- почетак израза ce чује висок ниво интензивности,
- повишавање тона акцентованог слога,
- продужење акцентованих самогласника и слабљење артикулације на крају израза.

У двосложним изразима (са акцентима на првом слогу) акценат има динамичан карактер, а углавном се јавља и мало продужење самогласника (посебно ако се реч изговара независно од реченице. Разлике у висини тона су мање регуларне. 
Акценат у пољском језику је скоро увек паракситоничан , тј акценат пада на претпоследњи слог израза.

## Граматика

### Делови говора
Основни делови говора у пољском језику су:
- именица
- придев
- предикат
- предлог
- број
- заменица
- прилог

### Бројност
У пољском језику постоје једнина и множина, мада су остали и малобројни примери „двојине“, посебно међу деловима тела који се јављају у паровима
| Случај       | Једнина | Множина (са утицајем двојине) | Једнина | Множина     |
| ------------ | ------- | ----------------------------- | ------- | ----------- |
| Номинатив    | ręka    | ręce                          | męka    | męki        |
| Генитив      | ręki    | rąk                           | męki    | mąk или męk |
| Датив        | ręce    | rękom                         | męce    | mękom       |
| Акузатив     | rękę    | ręce                          | mękę    | męki        |
| Инструментал | ręką    | rękoma lub rękami             | męką    | mękami      |
| Локатив      | ręce    | rękach                        | męce    | mękach      |

У множини код израза ręka (рука) се осећају последице „двојине“ - мекано e уместо тврдог i у номинативу и дативу као и -oma уместо -ami у инструменталу. Та друга последица нестаје и све чешће се може чути rękami.

### Родови
На основу критеријума сагласности са предикатом може се одредити 5 родова:
| Род                        | Пример - акузатив једнине | Пример - акузатив једнине | Пример- номинатив множине | Пример- номинатив множине |
| Род                        | Израз који одређује       | Израз који се одређује    | Израз који одређује       | Израз који се одређује    |
| -------------------------- | ------------------------- | ------------------------- | ------------------------- | ------------------------- |
| Мушки род- за људе         | nowego (новог)            | pracownika (радника)      | nowi (нови)               | pracownicy (радници)      |
| Мушки род за остала бића   | nowego (новог)            | psa (пса)                 | nowe (нове)               | psy (псе)                 |
| Мушки род за неживе ствари | nowy (нов)                | stół (сто)                | nowe (нове)               | stoły (столове)           |
| Женски род                 | nową (нову)               | szafę (полицу)            | nowe (нове)               | szafy (полице)            |
| Средњи род                 | nowe (ново)               | krzesło                   | nowe (нова)               | krzesła                   |

Ипак углавном се јављају само два мушка облика: а) за људе (личности) и б) за предмете и за остала жива бића (животиње и биљке).

### Падежи
У пољском језику постоји 7 падежа (баш као и у српском што постоји 7 падежа, тако и у пољском постоје свих истих 7 падежа) (у заградама су питања на која се добијају падежи)
- номинатив (ко? шта?) је
- генитив (кога? чега?) нема
- датив (коме? чему?) дајем
- акузатив (кога? шта?) видим, чујем
- инструментал (с ким? са чим?)
- локатив (о коме? о чему?) говорим
- вокатив(о!, хеј!)

Пример промене кроз падеже:
| Н | nos (нос) | ojczyzna (отаџбина) | jajko (јаје) |
| Г | nosa      | ojczyzny            | jajka        |
| Д | nosowi    | ojczyźnie           | jajku        |
| А | nos       | ojczyznę            | jajko        |
| И | nosem     | ojczyzną            | jajkiem      |
| Л | nosie     | ojczyźnie           | jajku        |
| В | nosie!    | ojczyzno!           | jajko!       |

У множини вокатив је увек једнак номинативу

#### Номинатив
Главна улога номинатива је означавање предмета. 
Номинатив се у пољском језику ретко користи.
Понекад номинатив може да се јави у служби вокатива (за дозивање)

#### Генитив
Основна улога генитива је да одговара на питање чиј

#### Датив
Датив углавном означава даље допуњавање.

#### Акузатив
Акузатив углавном означава ближе допуњавање.
Акузатив може да прими три облика: 
- исти као генитив (мушки род (за људе), у једнини такође и мушки род (за жива бића)
- лични (свој) облик (једнина женског рода)
- исти као и номинатив (у осталим случајевима)

#### Инструментал
Инструментал се јавља у заједници, али и сам као показивач начина, времена...

#### Локатив
Локатив се никад не јавља сам. Јавља се само са неким врстама речи.

#### Вокатив
Вокатив служи за непосредно обраћање. Вокатив у пољском језику полако нестаје. У већини ситуација његову функцију преузима номинатив.

### Глаголи
Сваки глагол поседује свршен и несвршен вид. Систем времена се разликује ј+код свршених и несвршених времена. Од основног глагола често се граде изведени глаголи. Тако да се често дешава да несвршен глагол приликом слагања, пређе у свршен.
нпр:
- X - основан глагол са значењем 1 у несвршеном виду.
- префикс 1 + X - глагол са значењем 1 у свршеном виду.
- префикс 2 + X - настали глагол са значењем 2 у свршеном виду !
- префикс 2 + Y - настали глагол са значењем 2 у несвршеном виду
- Y - непостојећа форма !

нпр:
- robić (радити) - основан глагол у несвршеном виду
- zrobić (урадити)- исти глагол у свршеном виду.
- zarobić - настали глагол у свршеном виду
- zarabiać - настали глагол у несвршеном виду
- rabiać - неостојећа форма!

### Времена
Постоје следећа времена (разне форме имају исто значење)
- несвршена времена
  - будуће сложено 
    - forma imiesłowowa - "będziemy robili"
    - forma bezokolicznikowa - "będziemy robić"

  - садашње време- "robimy (радимо)"
  - прошло (несвршено)
    - forma ściągnięta - "robiliśmy"
    - forma z końcówką osobową doczepioną do innego wyrazu - "żeśmy robili", "myśmy robili", "gdybyśmy robili" itd.
    - forma z pominiętą końcówką osobową - "my robili"

  - плусквамперфекат (несвршен) - "robiłem był", "byłem robił" itd.
- свршена времена
  - будуће просто- „урадићемо“
  - прошло (свршено)
    - forma ściągnięta - "zrobiliśmy"
    - forma z końcówką osobową doczepioną do innego wyrazu - "żeśmy zrobili", "myśmy zrobili", "gdybyśmy zrobili" itd.
    - forma z pominiętą końcówką osobową - "my zrobili"

  - плусквамперфекат (свршен) - "zrobiłem był", "byłem zrobił", "byłbym zrobił" итд.

Глаголи у свршеном облику немају сложених облика будућег времена. Зато се јављају само у три времена. На тај начин у пољском језику можемо да раздвојимо 7 времена, мада треба пазити да: 
1. Облици садашњег времена се граде исто као и облици будућег простог времена.
2. Облици прошлог несвршеног времена се граде исто као и облици прошлог свршеног.

#### Плусквамперфекат
Означава радњу која се догодила пре неке прошле радње. Плусквамперфекат је најређе коришћено време у пољском језику и на путу је потпуног нестанка. Већина корисника не осећа разлику између плусквамперфекта и прошлог времена (перфекта)

#### Садашње време
Има исти облик као и просто будуће време. Облици садашњег времена означавају радње или стања:
- актуелно (нпр. Teraz jem śniadanie - сад једем доручак );
- чињенично (нпр. Kwadrat ma cztery boki - квадрат има 4 странице);
- које се понавља (нпр. We wtorki chodzę na siłownię- уторцима идем у теретану).

Маргинално је коришћење садашњег времена за означавање радње или стања: 
- будућих (нпр. Jutro pracuję do ósmej - сутра радим до осам);
- прошлих (нпр. To było tak: idę sobie ulicą, a tu nagle jak nie wyskoczy pies bez kagańca - То је било овако: идем ја улицом кад нагло искочи пас без поводника).

#### Будуће просто време
Има исти облик као и садашње време. Облици будућег простог времена изражавају будуће радње или стања (нпр. Za miesiąc skończę szkołę - За месец дана ћу завршити школу). Маргинално је коришћење простог будућег времена за означавање радње или стања:
- која се понављају (нпр. Zawsze, kiedy przyjdzie, wypija kieliszek wódki - увек када дођем попијем чашу воде);
- чињеничних(np. Nie rozpali się ognia, jeśli się nie ma żadnych narzędzi - неће се запалити ватра ако нема алата);
- прошлих (нпр. To było tak: idę sobie ulicą, a tu nagle jak nie wyskoczy pies bez kagańca - То је било овако: идем ја улицом кад нагло искочи пас без поводника).

#### Будуће сложено време
Облици будућег сложеног времена означавају будуће облике или стања.

## Бројеви
У пољском језику се јављају бројеви типа:
- један
- два, три - мењају се на свој начин
- први, други трећи
- pojedynczy, podwójny, potrójny

Јављају се и бројеви у виду разломка:
- półtora - 3/2 (нема га у већини европских језика)
- пола 1/2
- четвртина - 1/4

## Актуелне промене
Сваки језик подлеже непрестаним променама, од којих се неке на крају дубоко укорене у језику, док друге имају ограничен утицај на језик или потпуно ишчезавају. И у савременом пољском настају многе промене, како граматичке тако и лектичке природе. Не може се рећи које су промене добре, а које лоше - о томе које ће се задржати одлучиће садашњи и будући корисници пољског језика.

### Промена структуре дијалеката
Услед пресељавања људи после Другог светског рата, урбанизације, утицаја масовне културе (телевизија, радио, новине...) као и услед површне едукације о дијалектима пољски језик све више почиње да добија општи акценат. То није случај са свим дијалектима - нпр. кашупском језику, као и góralskom и śląskom дијалекту нестајање не прети за сада, ипак већина корисника пољског данас говори истим дијалектом.

### Граматичке промене
Вероватно је промена која највише пада у очи истискивање мушког рода (за предмете) од стране мушког рода (за жива бића).

### Лексичке промене
У савременом пољском језику се примећује позајмљивање многих енглеских речи док у исто време нестају многе које су се пре тога користиле (углавном француских и руски).
Интересантна појава је мењање изговора неких француских позајмљеница са француског на енглески изговор, нпр. image се сада изговара imidż а не као пре imaż.

### Фонетичке промене
Услед позајмљивања енглеских речи у фонетици се шире до сад ретко примећивани спојеви
нпр. после зубних сугласника t, d, s, z, r јавља сеi (didżej, tir, ring).

### Вулгаризовање језика
Последњих година многе речи су из вулгарног језика прешле у говорни језик. Пример може бити нпр. придев "zajebiste" - (зајебано). Са друге стране, у културним оквирима неке речи се сматрају увредљивијим него пре. Тако нпр. реч "pedał" (педер) није културно користити, и замењена је енглеском речи "gej" или "homoseksualista" - хомосексуалац.